# Bostar (comandant a Sardenya)
Bostar fou un general cartaginès. Era el comandant de les forces de mercenaris a Sardenya. El 240 aC els mercenaris es van revoltar i Bostar i tots els soldats cartaginesos van ser massacrats pels rebels, segons diu Polibi. El general Hannó, enviat per controlar la situació, va patir el mateix destí.